# James Wong (Bischof)

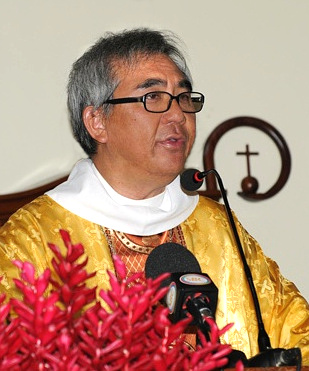
James Wong

James Richard Wong Yin Song (auch: James Wong, * 1960) ist ein mauritisch-seychellischer Geistlicher. Er ist anglikanischer Erzbischof und Primas der anglikanischen Church of the Province of the Indian Ocean, sowie der vierte Bischof der Diözese Seychellen.

## Karriere
Wong hat asiatische Wurzeln. Er wurde 1983 als anglikanischer Priester ordiniert. Danach war Wong Archdeacon von Mauritius und Rector der Gemeinde St. Thomas in Beau Bassin. Er wurde 2009 als vierter Bischof der Diocese of the Seychelles gewählt und erhielt am 11. Mai 2017 das Bürgerrecht der Seychellen. Anlässlich der Provinzialsynode 26. August 2017 am wurde er zum Erzbischof der Province of the Indian Ocean gewählt. Die Synode fand in der St. Andrew’s Church in Quatre-Bornes, Mauritius, statt und Wong trat am folgenden Tag sein Amt an.
Wong ist Unterstützer des Anglican realignment. Er nahm an der Global Anglican Future Conference (GAFCON III, Jerusalemer Erklärung) in Jerusalem teil (17.–22. Juni 2018).